# Electric Funeral
Electric Funeral (рус. — Электрические похороны) — пятая песня британской рок-группы Black Sabbath со 2-го альбома Paranoid, выпущенного в 1970 году. Песня повествует о ядерной войне и её последствиях. Хотя тематически она напоминает «War Pigs», она является гораздо более пессимистичной, описывающей кошмарные условия жизни на Земле после ядерной катастрофы, человеческих мутантов, живущих в искусственных садах под постоянным воздействием радиоактивных осадков. Тягучий гитарный рифф Electric Funeral — один из самых тяжёлых и мрачных на альбоме. Песня является одной из наиболее характерных записей, повлиявших впоследствии на формирование такого жанра, как дум-метал. Не исполнялась вживую до 1976 года, а в дальнейшем — вплоть до Reunion Tour.
Во время записи песни Билл Уорд играл её по-разному каждую попытку. Он не знал, сколько раз нужно повторять те или иные куски, некоторые места он играл иногда три раза, иногда четыре. В результате остался вариант с тремя повторами. В таком виде песня исполняется по настоящее время.

## Кавер-версии
- Pantera — «Nativity In Black»
- Soulfly
- Iced Earth — «Melancholy» EP,
- Brutality — «When the Sky Turns Black»
- Electric Wizard — сборник «Pre-Electric Wizard 1989—1994»
- Cavalera Conspiracy — для трибьют-диска издаваемого в Великобритании рок-журнала Metal Hammer.
- Svarog
- Thunderstorm
- Jungle By Night и The Gaslamp Killer — «Brass Sabbath» (2013)
- Бивис и Баттхед также имитировали рифф песни во многих эпизодах мультсериала.
- Песня также является частью композиции Candlemass «Black Sabbath Medley», которая первоначально появилась в альбоме «Ancient Dreams» и стала одним из основных живых номеров группы с тех пор.